# Eunice Kennedy Shriver
Eunice Kennedy Shriver (Brookline, Massachusetts, 1921. július 10. – Hyannis, Massachusetts, 2009. augusztus 11.) a legendás Kennedy család tagja, John Fitzgerald Kennedy elnök húga, politikusnő, polgárjogi aktivista, producer.

## Élete
Eunice Mary Kennedy néven, a Massachusetts állambeli Brookline-ban született Sir Joseph Patrick "Joe" Kennedy (1888–1969) és Rose Fitzgerald (1890–1995) ötödik gyerekeként a kilenc közül.
Testvérei: Joseph Patrick Kennedy (1915–1944), John F. Kennedy (1917–1963), Rosemary Kennedy (1918–2005), Kathleen Agnes Kennedy-Cavendish (1920–1948), Patricia Kennedy Lawford (1924–2006), Robert F. Kennedy (1925–1968), Jean Kennedy Smith (1928), Ted Kennedy (1932–2009).
1953-ban az amerikai demokrata politikus Sargent Shriver (1915. november 9. – 2011. január 18.), – aki a második világháborúban is harcolt – feleségül vette, akinél időskorában Alzheimer-kórt diagnosztizáltak. 56 évnyi házasságukból öt gyereke született: Bobby (1954), Maria (1956), Timothy (1959), Mark (1964) és Anthony (1965). Lánya, az egykori szépségkirálynő, Maria Shriver díjnyertes írónő lett, majd 1986-ban Arnold Schwarzenegger színésszel kötött házasságot, majd 2003. november 17-én Schwarzenegger-t Kalifornia kormányzójává választották, így Maria Shriver lett Kalifornia First Lady-je.
Eunice Kennedy Shriver arról lett híres, hogy ő rendezte az első speciális olimpiát 1968-ban, és élete végéig aktívan politizált és jótékonykodott.
1964-ben a Toast of the Town című sorozatban szerepelt, ahol önmagát játszotta, de élete során többször feltűnt Oprah Winfrey 1986-ban indult műsorában.
1999-ben a Christian Bale főszereplésével készült Mária, Jézus anyja című filmnek volt a producere.
Az idős hölgy halála előtt Schwarzenegger, aki kemény katolikus neveltetést kapó osztrák testépítőből, Golden Globe-díjas színész, majd Kalifornia kormányzója lett (2003-ban) és felesége, Maria Shriver minden hivatalos programját lemondta, hogy Eunice Kennedy Shiver betegágya mellett legyenek. A kilencvenhez közeledő asszony ugyanis augusztusban megint egy massachusettsi kórházban valamivel dél előtt agyvérzést kapott, majd augusztus 11-én örök álomra szenderedett. 88 éves korában érte a halál.
2009. augusztus 14-én temették el a St. Francis Xavier templomba a Massachusetts állambeli Hyannisben, ahol gyerekei, unokái, dédunokái és húga, Jean is részt vett.

## Gyermekei
- Robert Sargent Shriver (1954. április 28.)
- Maria Owings Shriver (1955. november 9.)
- Timothy Perry Shriver (1959. augusztus 29.)
- Mark Kennedy Shriver (1964. február 17.)
- Anthony Paul Kennedy Shriver (1965. július 20.)

## Érdekesség
Eunice Kennedy Shriver rokonságában nagyon sokan az átlag életkort jóval meghaladva hunytak el, köztük édesanyja Rose Fitzgerald Kennedy 104, anyai nagyanyja Mary Josephine Hannon Fitzgerald pedig 99 éves korában lelt örök nyugalomra.